# Rio de Janeiro Vôlei Clube (voleibol femenino)
El Rio de Janeiro Vôlei Clube es un equipo de voleibol femenino, con sede en Río de Janeiro, Estado de Río de Janeiro, Brasil.

## Historia
Fue fundada en 1997 como Paraná Vôlei Clube, jugando en Curitiba, Paraná, y se mudó a Río en 2003. Anteriormente se conocía como Rexona-Ades, y desde 2012 se conoce como Unilever Vôlei, el nombre de uno de los patrocinadores.
Unilever Vôlei ganó la medalla de plata en el Campeonato Mundial de Clubes de 2013 después de caer 3-0 ante el Vakıfbank Estambul.
En 2016, Sesc-RJ reemplazó a la marca Ades de Unilever como patrocinador del club cambiando su nombre a Rexona Sesc-RJ. Tras el final de la temporada 2016-17, Unilever retiró su patrocinio por completo, dejando a Sesc como el único patrocinador del equipo

## Evolución de nombres
- Rexona (como Paraná Vôlei Clube) (1997-2002)
- Rexona/Ades (2003-2009)
- Unilever Vôlei (2010-2013)
- Rexona/Ades (2014–2016)
- Rexona/Sesc-RJ (2016-2017)
- Sesc RJ Vôlei (2017-presente)

## Equipo actual
Entrenador:  Bernardo Rezende
| N.º | Jugadora           | Posición       | Altura (m) | Peso (kg) | Fecha de nacimiento      |
| --- | ------------------ | -------------- | ---------- | --------- | ------------------------ |
| 2   | Mayhara Silva      | Middle blocker | 1.84       | 73        | 1989 de abril del 9      |
| 4   | Natiele Gonçalves  | Opposite       | 1.80       | 78        | 1991 de noviembre del 28 |
| 5   | Tatiana Kosheleva  | Outside hitter | 1.91       | 67        | 1988 de diciembre del 23 |
| 6   | Juciely Barreto    | Middle blocker | 1.84       | 72        | 1980 de diciembre del 18 |
| 7   | Carolina Leite     | Setter         | 1.72       | 71        | 1992 de noviembre del 15 |
| 9   | Vitoria Figueiredo | Libero         | 1.65       | 60        | 1995 de mayo del 29      |
| 11  | Gabriella Souza    | Libero         | 1.70       | 71        | 1993 de diciembre del 14 |
| 12  | Roberta Ratzke     | Setter         | 1.85       | 68        | 1990 de abril del 28     |
| 13  | Kasiely Clemente   | Outside hitter | 1.82       | 66        | 1993 de diciembre del 6  |
| 15  | Monique Pavão      | Opposite       | 1.78       | 67        | 1986 de octubre del 31   |
| 16  | Yonkaira Peña      | Outside hitter | 1.90       | 70        | 1993 de mayo del 10      |
| 17  | Drussyla Costa     | Outside hitter | 1.82       | 70        | 1996 de julio del 1      |
| 18  | Mikaella da Silva  | Setter         | 1.75       | 77        | 1997 de junio del 14     |
| 19  | Linda Costa        | Middle Blocker | 1.88       | 79        | 1994 de septiembre del 2 |
| 20  | Ana Beatriz Correa | Middle Blocker | 1.88       | 70        | 1992 de febrero del 7    |

## Palmarés
- Superliga Serie A de Brasil:
  - Títulos (12): 1997–1998, 1999–2000 (como Rexona Paraná), 2005–2006, 2006–2007, 2007–2008, 2008–2009 (as Rexona/Ades Rio), 2010–2011, 2012–2013, 2013–2014 (as Unilever Vôlei), 2014-2015, 2015-2016 (como Rexona/Ades RJ), 2016-2017 (como Rexona/Sesc RJ)
- Campeonato Sudamericano de Clubes de Voleibol:
  - Títulos (4):  2013, 2015, 2016, 2017 (como Rexona/Sesc RJ)
- Top Voleibol Internacional Femenino:
  - Títulos (2): 2006, 2009
- Campeonato Estadual Carioca
  - Títulos (14): 2004, 2005, 2006, 2007, 2008, 2009, 2010, 2011, 2012, 2013, 2014, 2015, 2017, 2018